# Mas de Plana
El Mas de Plana és una masia de Reus (Baix Camp) situada a la Partida de Rubió, al sud del camí de Rubió i al ponent del Mas del Llopis, d'uns sis jornals de terra. També se'n diu Mas del Plana a l'actual Sanatori de Villablanca, a la partida de la Vinadera.

## Descripció
El mas és una construcció de planta rectangular i volum senzill, amb dues plantes d'alçada i coberta amb terrat i badalot. Té dos annexos laterals d'una planta, que fan de terrasses de la planta primera. La façana principal té una composició, basada en la simètrica d'un eix central, que distribueix les obertures equilibradament. Tot el conjunt queda rematat per una barana balustrada, amb un element decoratiu que culmina l'eix. Un caminal condueix al mas. Hi ha una placeta amb dues palmeres. La placeta, les dues palmeres i els pins alts són identificatius d'aquest lloc. Darrere el mas hi ha una bassa.
L'estat actual del mas i la bassa, és bo. El caminal s'ha mantingut.